# ニューファーム
ニューファーム（Nufarm；ヌファームとも表記する）は、オーストラリア・メルボルンに本部を置く化学メーカー。特に世界的な大手農薬メーカーとして知られ、除草剤などの農薬を販売している。他に化学工業向け基礎化学品を製造している。現在住友化学が筆頭株主で、両社は農薬販売で提携している。